# جيريت فيريرا
جيريت فيريرا (بالإنجليزية: Gerrit Ferreira)‏ هو شخصية أعمال جنوب أفريقي، ولد في 6 أبريل 1948.